# Stemonthouding
Stemonthouding is (meestal) een optie van een stemgerechtigde bij een stemming
tijdens verkiezingen of vergaderingen. Stemonthouding betekent dat de kiezer
zijn stem niet uitbrengt.
De onthouding moet niet verward worden met de blanco stem. Een blanco stem wordt wel uitgebracht maar telt niet mee als 'voor of tegen'-stem. Dit kan van belang zijn als er een 'gekwalificeerde' meerderheid (een bepaald percentage van de uitgebrachte stemmen) vereist is voor het nemen van een besluit.

## Betekenis
Als een stemmende persoon of organisatie voor de onthouding kiest kan dit betekenen dat deze:
- Geen interesse of mening over het onderwerp heeft.
- Zijn mening niet vertegenwoordigd ziet in een mogelijke stemkeuze.
- Ambivalent is over het gestemde onderwerp.
- Niet akkoord is maar niet in die mate dat men zich echt tégen een voorstel wil uitspreken.
- Vindt dat er nog andere belangen zijn en dat voor of tegenstemmen die belangen schaadt.
- Niet voldoende over de kwestie waarover het gaat afweet.
- Niet heeft deelgenomen aan de voorafgaande discussies of onderhandelingen.
- Belangenverstrengeling wil vermijden.
- Tegen het voorstel is, maar bij een minderheid van tegenstemmen zou het voorstel aangenomen worden.

## Specifieke gevallen
- In de Raad van de Europese Unie betekent een onthouding:
  - Een ja-stem als het gaat om een voorstel dat unanimiteit vereist.
  - Een nee-stem als het gaat om een stemming met gekwalificeerde meerderheid.
- Bij de Verenigde Naties:
  - In de Veiligheidsraad van de Verenigde Naties hebben vijf van de vijftien leden vetorecht. Zij onthouden zich soms bij stemmingen om te vermijden dat ze een voorstel blokkeren, zelfs al zijn ze geen voorstander.
  - In de Algemene Vergadering van de Verenigde Naties is een stemming negatief als een meerderheid van de leden of comités zich van stemming onthoudt.
- In het Amerikaans Congres kunnen leden in plaats van geheel niet ook voor aanwezig stemmen, met hetzelfde resultaat als een onthouding.